# Jautì
Jautì è un gruppo musicale lituano formatosi nel 2016. È attualmente costituito dai musicisti Džiugas Širvys, Nojus Zvicevičius, Pilypas Gruzdys e Matas Petrulis.

## Storia del gruppo
I Jautì sono saliti alla ribalta con il primo album in studio Too Fat to Run, che ha esordito in 7ª posizione nella Albumų Top 100 e che è stato trainato dal relativo tour svolto in sette città lituane. Lo stesso ha fruttato al gruppo una nomination ai Muzikos asociacijos metų apdovanojimai nella categoria di rock del 2020, candidatura garantita anche l'anno successivo. Il 21 giugno 2021 viene reso disponibile il secondo LP Apreiškimas, classificatosi all'interno della top ten lituana, il cui successo si è convertito in una vittoria su due nomination agli annuali M.A.M.A.
Pražys, una collaborazione con Gabrielė Vilkickytė uscita nel marzo 2022 e tratta dal terzo disco della formazione, è divenuto il loro miglior posizionamento nella hit parade nazionale dopo aver raggiunto il 4º posto.
Nel marzo 2025 è stato presentato il loro quarto disco di inediti, intitolato Meilė; esso ha esordito al 40º posto della Albumų Top 100.

## Formazione
Attuale
- Džiugas Širvys – voce, chitarra, sintetizzatore
- Nojus Zvicevičius – tamburo
- Pilypas Gruzdys – chitarra
- Matas Petrulis – basso (dal 2019)

Ex componenti
- Steponas Davidavičius – basso (2016-2019)

## Discografia

### Album in studio
- 2019 – Too Fat to Run
- 2021 – Apreiškimas
- 2023 – Džiaugsmas
- 2025 – Meilė

### EP
- 2017 – Gap Year
- 2020 – Mulkis
- 2022 – Meilė
- 2025 – Meilė II

### Singoli
- 2016 – Akys
- 2017 – Lonely Hope
- 2018 – MHM
- 2019 – Visai ne tai
- 2019 – Too Fat to Run
- 2019 – Apelsinas
- 2020 – Daugiau šviesos
- 2021 – Parodyk tikrą veidą
- 2021 – Trūksta ramybės
- 2022 – Pražys (con Gabrielė Vilkickytė)
- 2022 – Pirmi kartai (con Monique)
- 2022 – Grįšiu (con Justinas Jarutis)
- 2022 – Ten, kur tu (con Monika Liu)
- 2022 – Plepalai
- 2022 – Superstaras
- 2022 – Žibutė
- 2023 – Roko diskoteka
- 2023 – Fake (con DJ Nevykėlė)
- 2024 – Šimtadienis
- 2024 – Bangos plaukuose
- 2024 – Geras visiems
- 2024 – Strigęs liūdesy
- 2025 – Burės burtas (con i Garbanotas)